# Midob (Sprache)
Midob (auch Meidob) ist die Sprache der Midob in der sudanesischen Provinz Nord-Darfur. Sie ist Teil der nubischen Sprachfamilie. Die Midob nennen ihre Sprache tìd-n-áal, was mit „Mund der Midob“ übersetzt werden kann, und sich selbst bezeichnen sie als tìddí (Singular), tìd (Plural). Es werden zwei Hauptdialekte gesprochen, Urrti and Kaageddi.
Forschung über das Midob wurde von Thelwall (1983) und Werner (1993) veröffentlicht – beide Studien beschäftigen sich mit dem Urrti-Dialekt.